# مرکید
مرکید یکی از روستاهای استان آذربایجان شرقی است که در دهستان ذوالبین بخش یامچی شهرستان مرند واقع شده‌است. بر اساس آمار سرشماری سال ۱۳۹۵ جمعیت این روستا بالغ بر ۳,۱۰۴ نفر می‌باشد.
یکی از بزرگترین روستاهای بخش یامچی مرکیت می‌باشد که در تداول به مرکید معروف شده‌است. مرکید منطقه ای جلگه ای است که ارتفاع آن ۱۴۰۰ متر می‌باشد. این روستا از شمال به یامچی، از شمال غربی به حصار یامچی، از جنوب شرقی به یالقوز آغاج و از جنوب غربی به درویش محمد محدود است.
طول دورة یخبندان آن حدود ۱۰۰ روز که از اواخر آذرماه شروع و اوایل فروردین ماه پایان می‌یابد. میزان باران سالیانة آن ۲۰۰ میلی‌متر و برف سالیانه آن ۲ متر تخمین زده می‌شود. وسعت اراضی آبی آن ۷۰۰ هکتار و اراضی دیمی ۱۵۰ هکتار می‌باشد.

## قدمت
از نظر تاریخی این روستا اهمیت زیادی دارد. چرا که تپه‌های باستانی شیرین شهر که در تداول محلی به شیریناسر معروف شده‌اند در این روستا واقع شده‌اند. قبرستان این روستا نیز قدیمی بوده و قوچ‌های سنگی در آن وجود داشته‌است.

## قنات‌ها و چشمه‌های قدیمی مرکید
برخی از قنات‌ها و چشمه‌های قدیی مرکید عبارتند از: ۱-لیلی ۲- قمیش دره ۳- قدی ۴- عباس‌آباد ۵- تپه ۶- گبی (سامی آباد) ۷- آقسوپا سویی۸-خارابالار.

## محلات مرکید
مرکید از ۶محله تشکیل شده که عبارتند از:
۱- محله بالا ۲- محله پایین ۳- محله مرادلو ۴- محله محمدآباد (دیک باشی).۵-محلهی ناخر۶- محله مجبور اباد.
قدیمی‌ترین محله مرکید، محله پایین است. محله محمدآباد که به دیک باشی نیز معروف است، قدمت کمتری نسبت به دیگر محلات دارد. محله بالا در مسیر جاده مرکید ـ یامچی به فاصله۳ کیلومتری از محله دیزج پائین یامچی قرار دارد. محله دیک باشی در مسیر مرکید ـ دیزج حسین بیگ قرار دارد.